# Bow Wow (That's My Name)
"Bow Wow (That's My Name)" é o segundo single do rapper Lil' Bow Wow para seu álbum de estreia Beware of Dog. A canção conta com a participação do rapper Snoop Dogg.

## Lista de faixas
| Maxi CD single |                                                       |         |  |
| N.º            | Título                                                | Duração |  |
| 1.             | "Bow Wow (That's My Name)" (Track Masters Remix)      |         |  |
| 2.             | "Bow Wow (That's My Name)" (Going Back To Cali Remix) |         |  |
| 3.             | "Bow Wow (That's My Name)" (Radio Edit)               |         |  |
| 4.             | "Bow Wow (That's My Name)" (Instrumental)             |         |  |

## Desempenho nas paradas
| Paradas (2000)                                 | Melhor posição |
| ---------------------------------------------- | -------------- |
| O campo songid é OBRIGATÓRIO PARA PARADA ALEMÃ | 9              |
| Austrália (ARIA)                               | 6              |
| Bélgica (Ultratop)                             | 9              |
| Canadá (Canadian Hot 100)                      | 35             |
| Estados Unidos (Billboard Hot 100)             | 21             |
| Estados Unidos (Billboard R&B/Hip-Hop Songs)   | 9              |
| Estados Unidos (Billboard Hot Rap Songs)       | 1              |
| França (SNEP)                                  | 2              |
| Irlanda (IRMA)                                 | 13             |
| Nova Zelândia (Recorded Music NZ)              | 17             |
| Países Baixos (Single Top 100)                 | 2              |
| Reino Unido (UK Singles Chart)                 | 6              |
| Reino Unido (UK R&B Chart)                     | 2              |
| Suécia (Sverigetopplistan)                     | 5              |
| Suíça (Schweizer Hitparade)                    | 4              |

## Histórico de lançamento
| Pais           | Lançado                 | Formato |
| -------------- | ----------------------- | ------- |
| Estados Unidos | 17 de Outubro de 2000   | CD/12"  |
| Estados Unidos | 20 de Fevereiro de 2000 | CD      |